# ألفرد إتش كليفورد
ألفرد إتش كليفورد (بالإنجليزية: Alfred H. Clifford)‏ هو أستاذ جامعي ورياضياتي أمريكي، ولد في 11 يوليو 1908 في سانت لويس في الولايات المتحدة، وتوفي في 27 ديسمبر 1992.